# Amt Miltzow
Het Amt Miltzow is een samenwerkingsverband van 3 gemeenten in het Landkreis Vorpommern-Rügen in de Duitse deelstaat Mecklenburg-Voor-Pommeren. Het Amt telt 7.103 inwoners. Het bestuurscentrum bevindt zich in  Miltzow.

## Gemeenten
1. Elmenhorst (716)
2. Sundhagen (5.232)
3. Wittenhagen (1.155)